# Drosophila denieri
Drosophila denieri este o specie de muște din genul Drosophila, familia Drosophilidae, descrisă de Blanchard în anul 1938. Conform Catalogue of Life specia Drosophila denieri nu are subspecii cunoscute.